# Centrotypus erigens
Centrotypus erigens är en insektsart som beskrevs av Walker. Centrotypus erigens ingår i släktet Centrotypus och familjen hornstritar. Inga underarter finns listade i Catalogue of Life.